# Montenegrinischer Fußballpokal 2024/25
Der Montenegrinischer Fußballpokal 2024/25 (Kup Crne Gore) war die 19. Austragung des Pokalwettbewerbs in Montenegro seit der Unabhängigkeit im Juni 2006.

## Modus
Außer im Halbfinale wurde der Sieger in einem Spiel ermittelt. Stand es nach der regulären Spielzeit von 90 Minuten unentschieden, kam es ohne Verlängerung direkt zum Elfmeterschießen.
Das Halbfinale wurde in Hin- und Rückspiel ausgetragen. Bei Torgleichheit in beiden Spielen folgte ohne Verlängerung ein Elfmeterschießen.
Das Finale wurde im Falle eines Remis zunächst verlängert und gegebenenfalls durch Elfmeterschießen entschieden.

## Teilnehmende Teams
| Prva Liga (10) | Druga Liga (6) |
| --- | --- |
| - FK Arsenal Tivat - FK Budućnost Podgorica - FK Bokelj Kotor - FK Dečić Tuzi - FK Jedinstvo Bijelo Polje - FK Jezero Plav - FK Mornar Bar - FK Otrant-Olympic - OFK Petrovac - FK Sutjeska Nikšić | - FK Igalo 1929 - FK Iskra Danilovgrad - OFK Mladost Donja Gorica - FK Podgorica - FK Rudar Pljevlja - FK Grbalj Radanovići |

## Achtelfinale
Die Auslosung fand am 30. Oktober 2024 statt.
| Datum      |                           | Ergebnis |                          |
| ---------- | ------------------------- | -------- | ------------------------ |
| 05.11.2024 | FK Igalo 1929             | 1:2      | FK Budućnost Podgorica   |
| 06.11.2024 | FK Otrant-Olympic         | 0:1      | FK Iskra Danilovgrad     |
| 06.11.2024 | FK Arsenal Tivat          | 1:4      | FK Podgorica             |
| 06.11.2024 | FK Jezero Plav            | 0:2      | FK Dečić Tuzi            |
| 06.11.2024 | FK Rudar Pljevlja         | 1:0      | FK Sutjeska Nikšić       |
| 06.11.2024 | FK Bokelj Kotor           | 3:0      | FK Grbalj Radanovići     |
| 06.11.2024 | FK Jedinstvo Bijelo Polje | 0:2      | FK Mornar Bar            |
| 06.11.2024 | OFK Petrovac              | 2:0      | OFK Mladost Donja Gorica |

## Viertelfinale
Die Auslosung fand am 20. November 2024 statt.
| Datum      |                      | Ergebnis              |                        |
| ---------- | -------------------- | --------------------- | ---------------------- |
| 27.11.2024 | FK Mornar Bar        | 3:0                   | FK Bokelj Kotor        |
| 27.11.2024 | FK Podgorica         | 0:0 n. V. (1:4 i. E.) | FK Dečić Tuzi          |
| 15.02.2025 | FK Iskra Danilovgrad | 0:0 n. V. (4:1 i. E.) | FK Budućnost Podgorica |
| 18.02.2025 | OFK Petrovac         | 2:1                   | FK Rudar Pljevlja      |

## Halbfinale
| Datum              |                      | Gesamt |               | Hinspiel | Rückspiel |
| ------------------ | -------------------- | ------ | ------------- | -------- | --------- |
| 16.04./ 30.04.2025 | FK Iskra Danilovgrad | 2:5    | FK Mornar Bar | 0:3      | 2:2       |
| 16.04./ 30.04.2025 | OFK Petrovac         | 2:3    | FK Dečić Tuzi | 0:1      | 2:2       |

## Finale
| Paarung        | FK Mornar Bar – FK Dečić Tuzi |
| Ergebnis       | 0:1 (0:1) |
| Datum          | 29. Mai 2025 um 17:00 Uhr |
| Stadion        | Stadion Topolica, Bar |
| Zuschauer      | 2.500 |
| Schiedsrichter | Miloš Bošković |
| Tore           | 0:1 Asmir Kajević (23.) |
| FK Mornar Bar  | Miloš Dragojević – Jovan Baošić (45.+1' Filip Mitrović), Nikola Vuković (87. Balša Vukotić), Velimir Ljutica, Andrija Kaluđerović – Demir Škrijelj, Marko Vučić (67. Veljko Batrović), Marko Đurišić (87. Marko Ćetković), Kotaro Kishi – Milan Vušurović, Balša Sekulić Cheftrainer: Simo Medigovic                |
| FK Dečić Tuzi  | Igor Nikić – Žarko Tomašević, Jonathan Drešaj . Robert Đelaj, Draško Božović (68. Pjeter Ljuljđuraj) – Asmir Kajević (90.+3' Petar Sekulović), Caique Chagas (85. Ian Puleio), Leon Ujkaj – Andrej Bajović, Ibrahima Mame N'Diaye (68. Matija Božanović), Vuk Striković (85. Ilir Camaj) Cheftrainer: Nenad Brnović |
| Gelbe Karten   | keine – Draško Božović (36.), Igor Nikić (90.+3') |